# Erweiterung Laubenheimer-Bodenheimer Ried
Koordinaten: 49° 56′ 33″ N, 8° 18′ 58″ O
Das Naturschutzgebiet Erweiterung Laubenheimer-Bodenheimer Ried liegt auf dem Gebiet des Landkreises Mainz-Bingen und der Stadt Mainz in Rheinland-Pfalz.

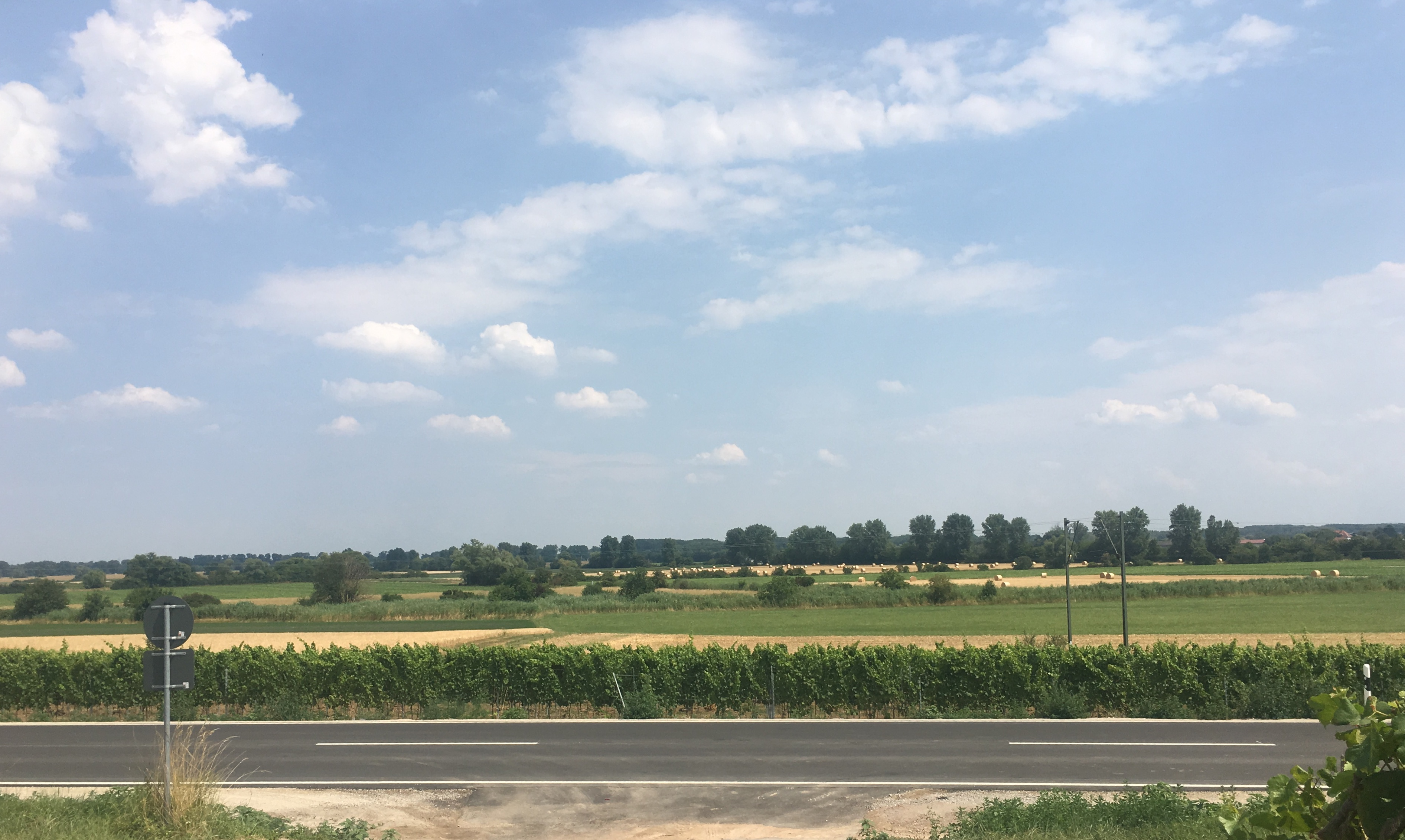
Erweiterung Laubenheimer-Bodenheimer Ried

Das 98,94 ha große Naturschutzgebiet, das mit Verordnung vom 17. Juni 1998 unter Naturschutz gestellt wurde, erstreckt sich zwischen Mainz-Laubenheim im Norden und Bodenheim im Süden. Östlich verläuft die B 9 und fließt der Rhein.